# Sebastian Stump
Sebastian Stump ist ein deutscher ehemaliger Handballspieler.
Mit dem TV Bittenfeld stieg Stump 2004 von der Oberliga in die Regionalliga und 2006 in die 2. Handball-Bundesliga Süd auf. In der Saison 2006/07 wurde Stump in der 1. Mannschaft in der 2. Bundesliga eingesetzt. Im Dezember 2006 wechselte er zum Oberligisten HV Stuttgarter Kickers. Von 2007 bis 2009 spielte er für den SV Fellbach. Zur Saison 2009/10 wechselte Stump in die 2. Mannschaft von Frisch Auf Göppingen in der Württembergliga, von wo er später zum Landesligisten SG Schorndorf wechselte. Im Sommer 2014 wechselte Stump aus Schorndorf zum Württembergligisten TSV Schmiden. Mit Schmiden stieg er in der Saison 2014/15 in die Oberliga auf. Nach seinem Karriereende war er bis 2020 sportlicher Leiter beim TSV.
Stump bekleidete die Position eines Rechtsaußen, konnte aber auch im rechten Rückraum eingesetzt werden.
2006 wurde Stump für besondere Verdienste um den Sport mit der Sportverdienstplakette der Stadt Waiblingen ausgezeichnet.